# 엑토르 발레이
엑토르 로돌포 발레이(스페인어: Héctor Rodolfo Baley, 1950년 11월 16일 ~ )는 은퇴한 아르헨티나의 축구 선수이다. 포지션은 골키퍼였다. 1978년 FIFA 월드컵 우승 멤버였다.
발레이는 1968년 에스투디안테스 라 플라타에서 데뷔했다. 주로 후보 골키퍼로 활약한 그는 콜론 산타페, CA 우라칸에서 뛰었다. 1978년에는 월드컵 대표팀에 뽑혔으나 우발도 피욜이 선발로 출전해 많은 경기에 나오지 못했다. 그러나 1982년 1-1로 비긴 서독 축구 국가대표팀과의 친선 경기에서 많은 선방을 보여줬었다. 1978년 인데펜디엔테로 이적했고, 1981년 CA 타예레스로 이적했다. 그러나 1982-83 시즌 후반때 부상을 당했고, 많은 경기에 출장하지 못하게 되었다. 그 경기에서 앙헬 코미쏘가 교체되어 들어갔는데, 그 경기가 그의 데뷔전이었고, 후에 그는 1990년 월드컵 대표팀에 뽑혔다.
그는 아르헨티나 축구 국가대표팀의 일원으로서 활약하기도 했는데, 13경기에 나왔다.